# Maria av Medici
Maria av Medici, född Maria di Francesco de' Medici 26 april 1575 på Palazzo Pitti i Florens, död 3 juli 1642 i Köln, var drottning av Frankrike och Navarra 1600–1610, gift med Henrik IV av Frankrike. 
Hon var Frankrikes regent mellan 1610 och 1617 under sin son Ludvig XIII:s minderårighet. Hennes lagliga mandatperiod gick ut när sonen blev myndig 1614, men hon vägrade avgå och fortsatte tills hon tvingades år 1617. Hon var regent en andra gång under sonens frånvaro 1629–1630. Hon fortsatte utöva inflytande över politiken, och involverad i det så kallade Mor- och Sonkriget 1619–1620. Hon hamnade i konflikt med kardinal Richelieu och förvisades år 1631. 

## Tidigt liv
Maria av Medici tillhörde den mäktiga florentinska släkten Medici. Hennes far var storhertig Frans I av Toscana och hennes mor, Johanna av Österrike, var dotter till den tysk-romerske kejsaren Ferdinand I. Paret fick tillsammans sju barn, men endast Maria och hennes äldre syster Eleonora uppnådde vuxen ålder. 
Från nio års ålder uppfostrades hon av Leonora Dori, som kom att bli hennes närmaste förtrogna. Maria fick en god utbildning. Hon intresserade sig för vetenskap, men även för vetskap om ädelstenar. Hon utbildades i teckning av den italienske konstnären Jacopo Ligozzi, spelade musik och tyckte om teater och dans. Hon ansågs dock inte vara intellektuell utan beskrivs som håglös och lat. 
Hennes far avled 1587, och hon omhändertogs av sin farbror och dennes fru Christina av Lothringen, som hon ska ha haft ett gott förhållande till. 
Maria förblev ogift till en ovanligt hög ålder för en furstinna på den tiden, då dessa vanligen gifte sig i femtonårsåldern. Orsaken var att man ville finna en äktenskapspartner med så hög status som möjligt, gärna en kung, och att detta var svårt att åstadkomma. Det förekom förslag och förhandlingar om äktenskap med hertigen av Ferrara, kejsaren och kejsarens bror Mattias av Österrike. Slutligen föreslogs äktenskap med kungen av Frankrike, som vid samma tidpunkt stod i skuld till familjen Medici, som han under flera år hade fungerat som hans långivare, och som förväntades skilja sig från sin hustru för att gifta om sig med en kvinna som kunde föda en arvinge. Detta förslag lades fram för första gången 1592, och förhandlingarna inleddes på allvar 1597.

## Drottning

### Bröllop

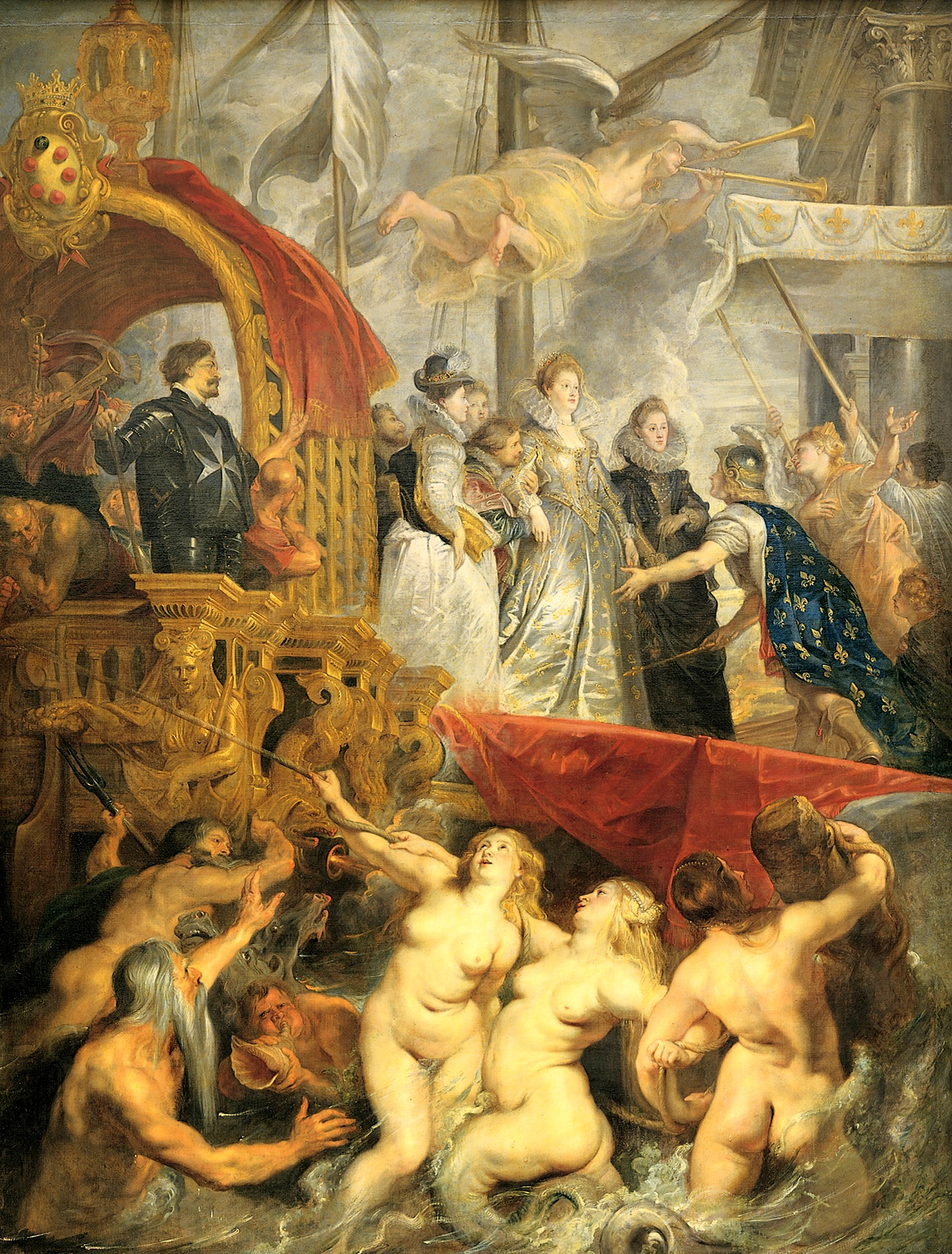
Marias ankomst till Marseille, målning av Peter Paul Rubens.

År 1600 gifte sig Maria av Medici med kung Henrik IV av Frankrike och Navarra. Detta blev Henriks andra äktenskap, då han tidigare hade varit gift med Margareta av Valois, ett barnlöst äktenskap som hade annullerats 1599. Henrik hade därefter lovat att gifta sig med sin mätress Gabrielle d'Estrées. När hon därefter avled, lovade han att gifta sig med hennes efterträdare Henriette d'Entragues på villkor att hon först blev gravid och födde en son. Hon fick därefter missfall. 
I Frankrike var Henrik IV:s rådgivare angelägna om att förhindra den skandal som skulle inträffa om kungen gifte sig med en mätress, och ville snabbt finna en mer accepterad kandidat för att förhindra detta. Maria av Medici blev då ett mer accepterat alternativ som kunde läggas fram snabbt av kungens rådgivare som en lösning på frågan om tronföljden, då förslaget om ett äktenskap med henne redan hade lagts fram. Ett förestående äktenskap med Maria skulle dessutom underlätta förhandlingarna om annullering av Henrik IV:s första äktenskap, eftersom påve var ovillg att upplösa det om det skulle leda till att Henrik gifte sig med en älskarinna. 
Giftermålet med Maria av Medici arrangerades även av ekonomiska skäl. Franska staten var genom Henrik skyldig familjen Medicis bank en stor summa pengar, men fick löfte om en skuldavskrivning och dessutom en hemgift på 600 000 kronor. 
Vigseln ägde per ombud rum i Florens 5 oktober och i person i Lyon 17 december 1600 efter ett högtidligt välkomnande vid ankomsten till Marseille 9 november, där två tusen människor hade samlats för att få se Maria, och där hon tog farväl av storhertiginnan av Toscana, som följt henne dit, och välkomnades av sin nya franska svit. Henrik IV var inte i Marseilles för att välkomna henne, eftersom han just då var upptagen på fälttåg i Savojen. 
Maria fortsatte sedan via Avignon till Lyon, där hon 3 december välkomnades officiellt till Frankrike enligt alla traditionella ceremonier, och 9 december mötte Henrik i ett informellt möte i hennes inkvartering. 
I Lyon firades bröllopet av brudparet, tillsammans med fyra tusen gäster, med påkostad underhållning. Jacopo Peris opera Euridice, som skrivits speciellt för brudparet, spelades. Den 9 februari 1601 gjorde Maria slutligen sitt högtidliga intåg i Paris. Den 15 februari kunde hon flytta in i kungliga palatset Louvren, och tre dagar senare påbörjades stora festligheter vid hovet för att fira bröllopet. 

### Äktenskap
Maria av Medici beskrivs som en stark, frisk och robust blondin och hennes utseende gjorde att gott intryck efter hennes ankomst till Frankrike. Hennes robusta hälsa väckte hopp om att hon skulle ha goda utsikter att lösa tronföljdsfrågan, och hon gjorde ett gott intryck i offentliga sammanhang, där hon uppfattades som värdig och majestätisk. 
Som person beskrivs hon som passiv och indolent utåt, men som nervös, viljestark och temperamentsfull privat, och uppfattades inte som intelligent av sina samtida. 
Henrik IV förklarade att hon var vackrare än han trott och att han älskade henne som både hustru och älskarinna, och han visade stor omtanke om hennes hälsa och välbefinnande med hänsyn till hennes roll som barnafödare. 
Under sin makes levnad betedde hon sig ödmjukt och tillbakadraget mot honom, och visade sig i allmänhet reserverad mot de flesta. 
Hon mottogs med en viss skepsis vid det franska hovet, där hon ansågs vara av för låg och så att säga borgerlig börd för att bli drottning. Det sades att kungen hade ingått en mesallians och gift sig med henne på grund av hennes förmögenhet, och som en pik om detta kallades hon för ”Storbanken”. I egenskap av medlem av familjen Medici skapade hon också dåliga associationer till en drottning ur den förra franska dynastin, Katarina av Medici, som var illa beryktad i Frankrike som den "Svarta drottningen" och lastades för de förödande franska hugenottkrigen som så nyligen hade avslutats. 
Efter många år utan en drottning i Frankrike var det dock en ivrig tävlan efter platser i drottningens hushåll, som bildades inför hennes ankomst. 
Henrik IV hade levt separerad från sin förra hustru ända sedan sin tronbestigning och föredragit att bo informellt som gäst hos sina adelsmän, vilket innebar att det egentligen inte hade förekommit något representativt hovliv dittills under hans regeringstid. Genom hans giftermål med Maria av Medici ändrades detta: en full tjänarstab till den nya drottning utsågs, kungen bosatte sig permanent i de kungliga slotten Louvren, Fontainbleau och St Germain, och det formella hovprotokollet återupptogs. 
Maria tvingades acceptera att de flesta av platserna fylldes av medlemmar ur den franska adeln istället för personerna ut hennes italienska följe. Antoinette de Guercheville tillsattes som hennes första hovdam eller Première dame d'honneur och de skulle få ett gott samarbete. 
Hon vägrade dock att skilja sig från sin favorit Leonora Dori: hon krävde att denna skulle få tjänsten som dame d'atour och vägrade acceptera kungens utnämning av Suzanne de Richelieu. Leonora Dori fick till slut kungen att gå med på saken genom att be Henriette d'Entragues att övertala kungen till det, i utbyte mot att Doria själv övertalade Maria att gå med på att d'Entragues skulle utses som ställföreträdande hovdam. Detta innebar att Henriette d'Entragues som formellt anställd hos drottningen kunde få en tjänstebostad vid hovet, och därmed öppet i praktiken blev installerad som mätress vid hovet.
Det franska hovet delade bostad mellan ett antal olika slott, men bodde vanligen i Louvren när det vistades i Paris, och utanför Paris i slottet i Saint Germain och i Slottet i Fontainebleau, där Maria skulle föda de flesta av sina barn. 
Äktenskapet mellan Maria och Henrik säkrade snabbt tronföljden genom att producera fem friska barn, och ansågs därmed framgångsrikt enligt tidens sätt att se, men äktenskapet blev inte lyckligt. 
Henrik IV var notoriskt otrogen och hade ett flertal mätresser, främst bland dem Henriette d'Entragues, som ska ha betett sig som om hon var den legitima drottningen i kraft av det äktenskapslöfte kungen tidigare gett henne, och som provocerade Maria genom att kalla henne för en "fet bankir".  Kungen lät också uppfostra både sina barn inom och utom äktenskapet tillsammans i den kungliga barnkammaren på slottet Saint-Germain-en-Laye, något som ytterligare frestade på situationen. 
Maria ifrågasatte öppet Henriks otrohet och flera offentliga svartsjukescener utspelade sig mellan henne och Henriette d'Entragues. Denna situation skapade dålig publicitet och den toskanske ambassadören skrev att hovet påminde mer om en bråkig bordell än om ett hov. 
Maria fick fem barn men beskrivs som en frånvarande förälder och ska bara ha utvecklat en nära relation till sin yngre son Gaston. Hon fick däremot så småningom en god relation till Henriks förra maka, Margareta av Valois. 
Henrik ville gärna ge Maria delaktig i statens affärer med tanke på möjligheten att han kunde dö innan deras son var vuxen. Han försökte intressera henne för politiska frågor och lät henne vid ett tillfälle delta i det kungliga rådet. Hon kom också att utveckla ett intresse för politiska frågor, något som gav henne rykte om att vara intrigant. 
Henrik vägrade ofta att betala Marias räkningar. Hon uppvaktades däremot av utländska sändebud med dyrbara gåvor, som såg ett potentiellt inflytande i henne och gav henne värdefulla gåvor i hopp om att hon skulle verka för deras räkning. Hon samarbetade framgångsrikt med påven för att släppa in jesuitorden i Frankrike igen, ett mål hon lyckades med 1604. 
Under sin makes regeringstid beskrivs Maria ofta som passiv. Hon fullföljde de representativa, religiösa och filantropiska plikter som ingick i drottningrollen, men ägnade sig annars åt vad som beskrevs som ett indolent lyxliv, där hon steg upp sent och gärna ägnade sig åt god mat, dryck, kläder och underhållning. Hon uppskattade underhållning och deltog gärna i de festligheter, baler och skådespel som ingick i kungens smak och därför var mycket vanliga vid Henrik IV:s hov. 
Henrik sköt upp hennes kröning till 13 maj 1610, vilket visade sig bli dagen före hans egen död. Några timmar efter att Henrik mördats 14 maj, erkändes Maria som Frankrikes regent av parlamentet i Paris.

### Kulturfrämjande
Maria av Medici kom att bli känd som en betydande konstmecenat, och gjorde mycket för att utveckla och gynna konstlivet i Frankrike. Hon agerade beskyddare för flera olika former av konst, bland annat balett. 
Hennes hovmålare var Peter Paul Rubens. Hon var även konstsamlare. En del av tavlorna i hennes ägo blev grunden till museet Louvren. 
Hon var engagerad i uppförandet av Palais du Luxembourg i Paris, ritat för henne av arkitekten Salomon de Brosse.

## Regent

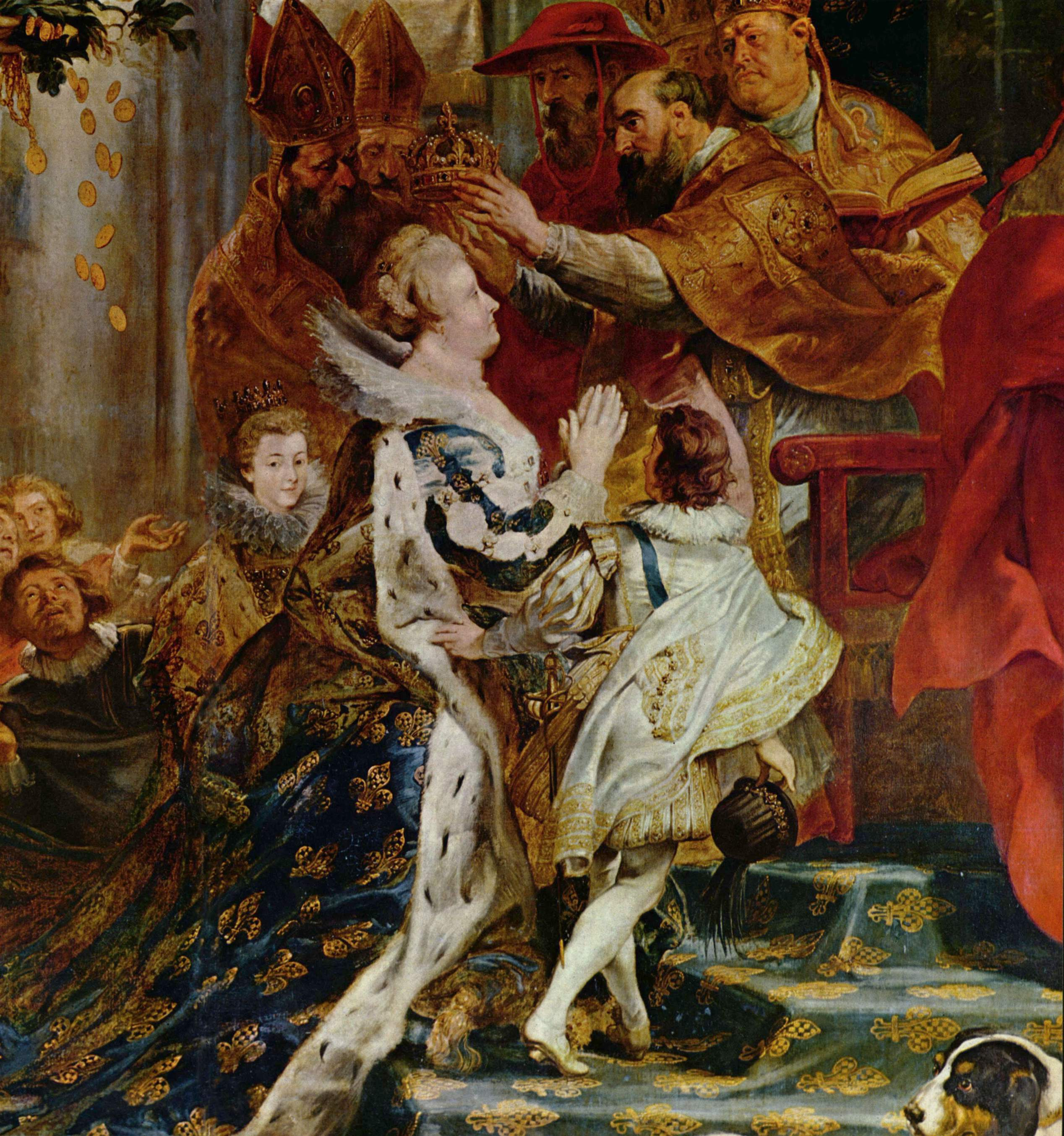
Drottning Marias kröning, målning av Peter Paul Rubens.

### Makttillträde
Några timmar efter Henrik IV:s död 14 maj 1610 erkändes Maria av Parisparlamentet som Frankrikes regent som förmyndare för sin minderårige son, Ludvig XIII, fram till hans trettonde födelsedag. Detta var inte kontroversiellt utan följde den etablerade normen för omyndiga monarker i Frankrike enligt det föredöme som skapats av Katarina av Medici. Omedelbart förvisade hon den avlidne makens före detta mätress Henriette d'Entragures från hovet. 
Maria befann sig i en svag position gentemot både adeln och utlandet, och hennes mål var att säkra fred gentemot rikets inre och yttre fiender.  Hon blev impopulär genom sitt gynnande av favoriterna Leonora Dori och Concino Concini, som agerade som hennes politiska rådgivare och gav henne rekommendationer om tillsättande av politiska poster.

### Inrikespolitik
Inrikespolitiskt tvingades hon möta uppror från adelns sida under prinsen av Condé. Hon ansågs överträda sina befogenheter då hon begärde tillträde till Henriks penningreserver, som hon spenderade på att köpa fred av rikets adelsklaner, men också på gåvor till sig själv och sina gunstlingar, något som satte riket i skuld.

### Utrikespolitik
Utrikespolitiskt säkrade hon freden genom att upphäva Henriks Habsburg-fientliga orientering, till förmån för en fredsallians med Europas katolska makter Spanien-Österrike, en politik som manifesterades av de så kallade Spanska äktenskapen mellan hennes son Ludvig och Anna av Österrike och hennes dotter Elisabet och Spaniens tronföljare Filip. Förlovningen mellan Ludvig och Anna ingicks 1612.

### Förlängd regeringstid
Enligt fördraget i Sainte-Menehould 15 maj 1614 sammankallade hon ständerna i Paris. Enligt sed gick Marias mandat som regent ut vid Ludvigs trettonde födelsedag i oktober 1614, den traditionella myndighetsåldern för franska monarker. Maria vägrade dock att lämna ifrån sig makten och fortsatte som regent: när Ludvig kom till rådskammaren för att delta i sammanträdet, tog Maria hans arm och ledde ut honom med orden "Gå och lek någon annanstans" och hennes regeringstid gick därför över tiden.
Den 21 november 1615 slutfördes de "Spanska äktenskapen" och Maria följde sin dotter Elisabet till spanska gränsen, där hon överlämnades till sitt bröllop med den spanske tronarvingen, samtidigt som Maria tog emot sin blivande svärdotter Anna av Österrike; hon närvarade sedan vid bröllopet mellan Anna och Ludvig i Bordeaux. Marias relation till Anna var spänd, och även om hon hade flyttat till en annan våning i Louvren och överlåtit drottningvåningen till Anna, behöll hon rollen som drottning.
År 1616 tillförsäkrades protestanterna en förlängning på sex år av sin religionsfrihet. Samma år arresterades slutligen prinsen av Condé och satt därefter i fångenskap i tre år. Den 25 november 1616 blev Armand Jean du Plessis de Richelieu utsedd till statssekreterare för krig och utrikespolitik.

### Avsättning
Den 24 april 1617 avsattes hon som regent genom en kupp beordrad av sonen Ludvig XIII. Ludvig stödde kuppen mot Marias gunstling Concino Concini, som mördades av markis de Vitry. Leonora Dori arresterades och avrättades senare genom halshuggning, varefter hon brändes på bål. Maria förvisades till Château de Blois. Marias regeringstid fick ett rykte dominerat av italienska favoriter, korruption och ekonomisk kris.

## Senare liv

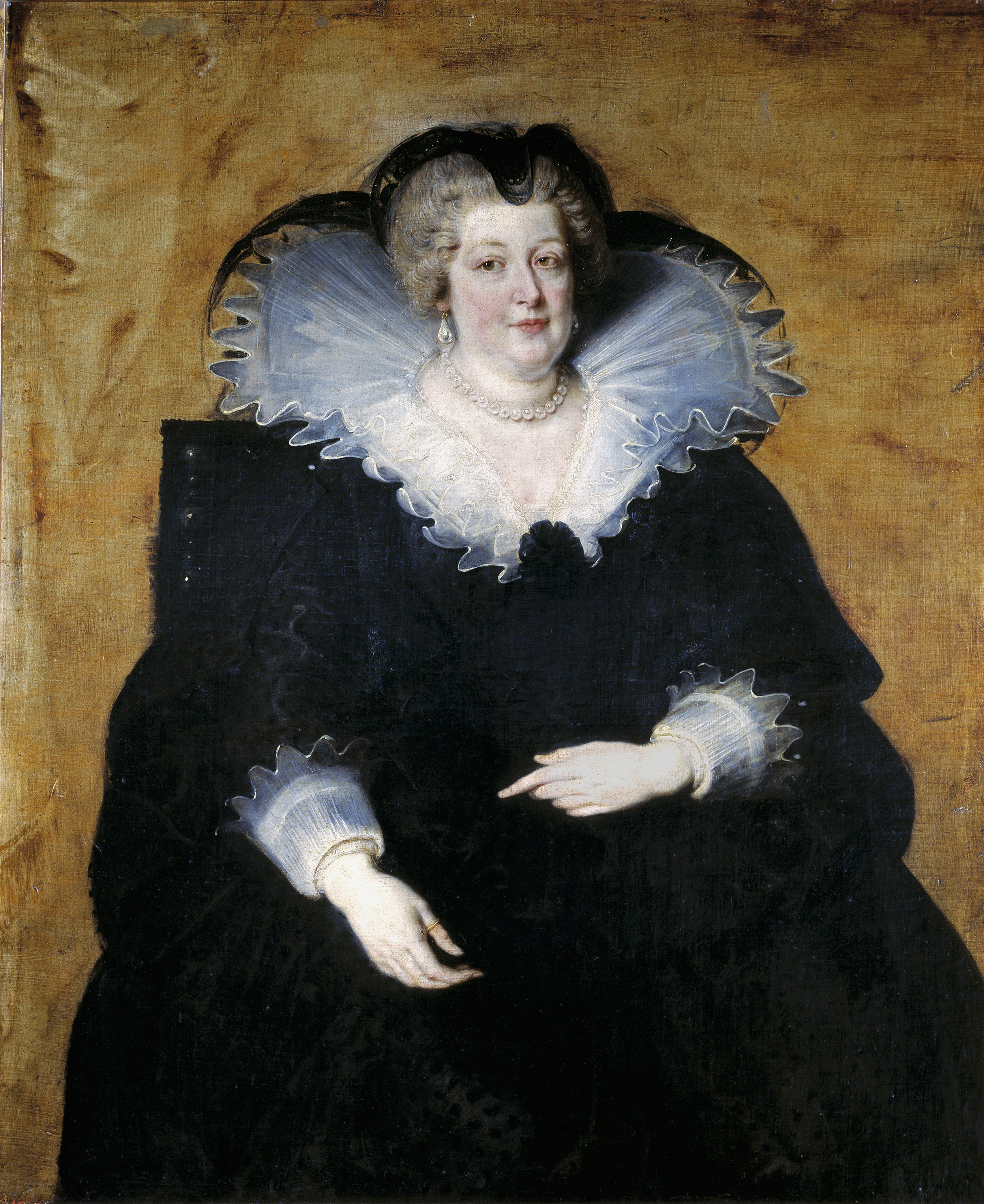
Maria av Medici, porträtterad av Peter Paul Rubens 1622.

### Mor- och Sonkriget
Den 22 februari 1619 rymde Maria från sin husarrest i Blois och utlöste ett uppror mot sin son. Detta har kallats Mor- och Sonkriget. Efter en tillfällig fred i Angoulême framförhandlad av Richelieu, utbröt det andra "Mor- och Sonkriget". Inbördeskriget avslutades med Marias nederlag i slaget vid Les Ponts-de-Cé, varefter Maria och hennes anhängare försonades med Ludvig. Hon återvände 1620 till Paris.

### Försoning
Då Charles d'Albert, markis av Luynes avled 1622, försonades Maria reellt med Ludvig. Tack vare Richelieu kunde hon också ta plats i kungens råd. När Richelieu år 1624 blev försteminister hos Ludvig XIII och då frångick den pro-spanska politik Maria själv hade grundat, hamnade hon i opposition till honom och fruktade att hennes inflytande över sonen minskade i takt med att Richelieus ökade och hon stödde bland annat Michel de Marillac mot honom.

### Komplott mot Richelieu
År 1629 utsågs Maria av Ludvig till regent i Paris under hans fälttåg mot upproriska hugenotter i södra Frankrike.
Under sitt regentskap anklagade hon inför Richelieu drottning Anna för att, på uppmaning av den Richelieu-kritiska Marie de Rohan och i samarbete med Spaniens ambassadör Mirabel, planera att hjälpa prins Gaston att rymma till Flandern och gifta sig med Marie Louise av Gonzaga-Nevers, ett äktenskap han inte hade tillstånd att ingå. Hon lät sätta Marie Louise av Gonzaga-Nevers i husarrest, men åtgärden fick Gaston att fly till Flandern ensam.
I september 1630 gjorde Maria och Anna Ludvig sällskap i Lyon, där han hade insjuknat på väg tillbaka till Paris. Tillsammans förenade de sig då de försökte övertala honom att göra sig av med sin gemensamma fiende Richelieu. Marias anhängare planerade också att gifta bort Anna med Gaston om Ludvig skulle avlida under sjukdomen.
Den 11 november 1630 gav Maria Ludvig ett ultimatum och krävde att han skulle välja mellan henne och Richelieu. När Richelieu kort därpå kom in i rådsmötet kom det till en öppen scen mellan dem. Ludvig lät dock snart förstå att han hade valt Richelieu framför Maria. Hon gav dock inte upp, utan slöt förbund med Anna och samarbetade för att visa sitt missnöje med Ludvig för hans vägran att avskeda Richelieu. Ludvig svarade med att arrestera Marias anhängare Marillac och avskeda flera personer i Annas hov.

### Exil
Den 23 februari 1631, under hovets besök i Compiègne, lät Ludvig meddela Anna mitt i natten att de skulle ge sig av utan att meddela Maria och förbjöd henne att förvarna henne om att hon skulle separeras från hovet genom att säga adjö. Anna kringgick ordern genom att skicka bud till Maria om att denna skulle be henne att komma, och varnade henne sedan. När kungaparet rest fick Maria befallning att bosätta sig i Moulins, där hon skulle leva ett enkelt liv på avstånd från all politisk aktivitet. Hennes yngre son Gaston lämnade Frankrike i protest, och efter att utan framgång ha förhandlat med Ludvig rymde Maria till Gaston i Bryssel i juli 1631 där hon förklarade sin avsikt att störta Richelieu.
Då hon genom att ha flytt till Frankrikes fiender klassificerats som förrädare fråntogs hon sin titel som drottning och det tillhörande underhållet. Ludvig erbjöd henne underhåll på villkor att hon bosatte sig i Florens, men hon avböjde. Hon tillbringade resten av sitt liv resande mellan olika hov, omgiven av äventyrare och lycksökare. Hon besökte bland annat Tyskland och England. Eftersom Ludvig hade svag hälsa och kunde förväntas avlida medan hans arvtagare var omyndig, förekom spekulationer om att Maria i fall av en förmyndarregering kunde återkomma som regent, vilket gjorde att hon som potentiell makthavare omgavs av intriger.
Maria avled i kallbrand under ett besök hos Peter Paul Rubens i Köln den 3 juli 1642. Hennes kropp fördes till Saint-Denis utan mycket ceremoni.

## Barn

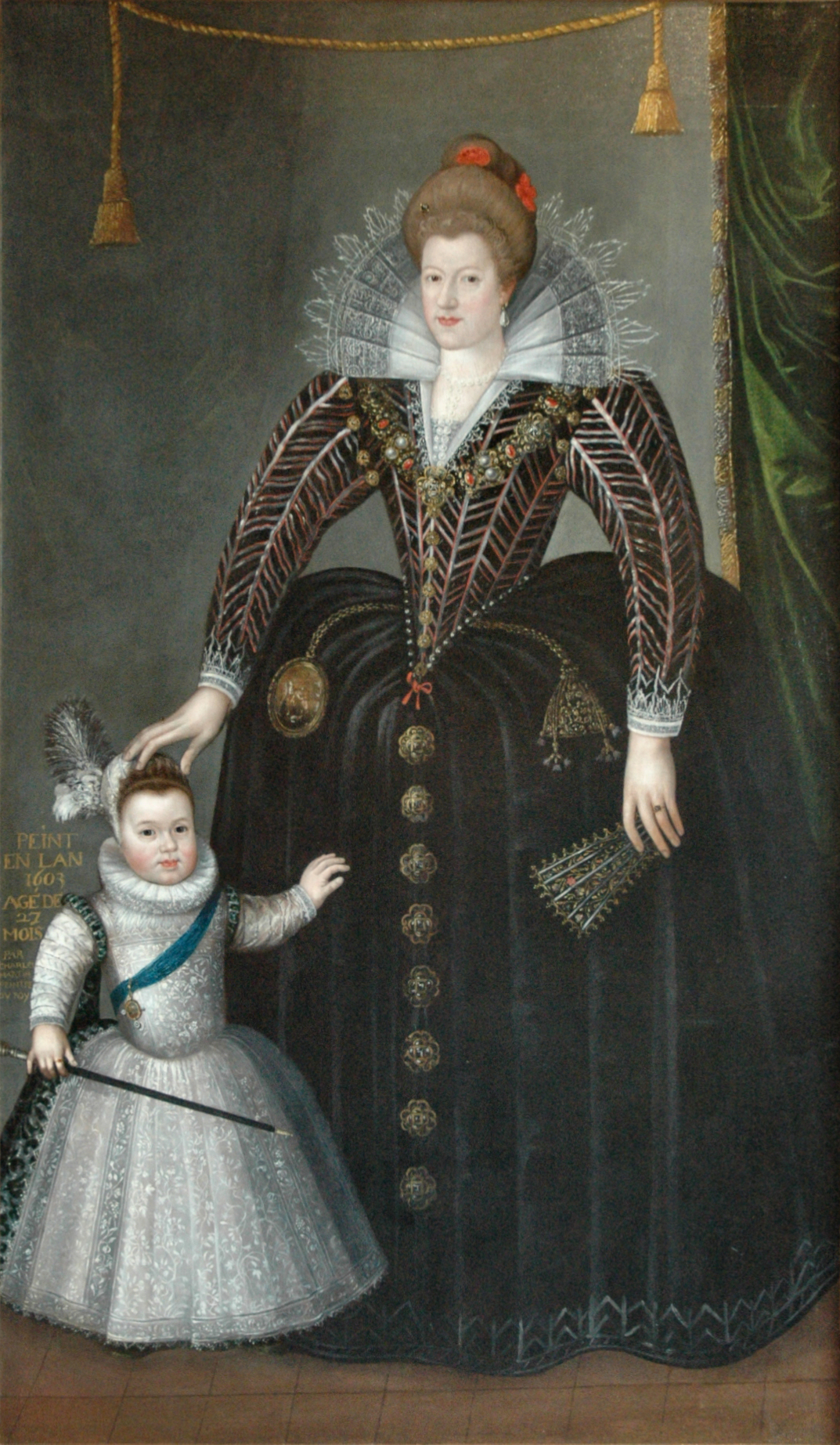
Maria med sin äldste son, Ludvig. Porträtt från 1603.

1. Ludvig XIII (1601–1643), kung av Frankrike och Navarra 1610–1643
2. Elisabet av Frankrike (1602–1644), gift med kung Filip IV av Spanien
3. Christine av Frankrike (1606–1663), gift med Viktor Amadeus I av Savojen
4. Nicolas Henri av Frankrike (1607–1611), hertig av Orléans 1607–1611
5. Gaston av Frankrike (1608–1660), hertig av Orléans 1626–1660, gift första gången med Maria av Bourbon, hertiginna av Montpensier och andra gången med Margareta av Lothringen
6. Henrietta Maria av Frankrike, (1609–1669), gift med kung Karl I av England

## Anfäder
|                 |  |  |  |  |  |  |  |                      |  |  |  |  |  |  |  |                                 |  |  |  |  |  |  |  | Lodovico av Medici                |
|                 |  |  |  |  |  |  |  |                      |  |  |  |  |  |  |  |                                 |  |  |  |  |  |  |  |                                   |
|                 |  |  |  |  |  |  |  |                      |  |  |  |  |  |  |  | Cosimo I av Florens och Toscana |  |  |  |  |  |  |  |                                   |
|                 |  |  |  |  |  |  |  |                      |  |  |  |  |  |  |  |                                 |  |  |  |  |  |  |  |                                   |
|                 |  |  |  |  |  |  |  |                      |  |  |  |  |  |  |  |                                 |  |  |  |  |  |  |  | Maria Salviati                    |
|                 |  |  |  |  |  |  |  |                      |  |  |  |  |  |  |  |                                 |  |  |  |  |  |  |  |                                   |
|                 |  |  |  |  |  |  |  | Frans I av Toscana   |  |  |  |  |  |  |  |                                 |  |  |  |  |  |  |  |                                   |
|                 |  |  |  |  |  |  |  |                      |  |  |  |  |  |  |  |                                 |  |  |  |  |  |  |  |                                   |
|                 |  |  |  |  |  |  |  |                      |  |  |  |  |  |  |  |                                 |  |  |  |  |  |  |  | Pedro Álvarez de Toledo           |
|                 |  |  |  |  |  |  |  |                      |  |  |  |  |  |  |  |                                 |  |  |  |  |  |  |  |                                   |
|                 |  |  |  |  |  |  |  |                      |  |  |  |  |  |  |  | Eleonora de Toledo              |  |  |  |  |  |  |  |                                   |
|                 |  |  |  |  |  |  |  |                      |  |  |  |  |  |  |  |                                 |  |  |  |  |  |  |  |                                   |
|                 |  |  |  |  |  |  |  |                      |  |  |  |  |  |  |  |                                 |  |  |  |  |  |  |  | Maria Osorio                      |
|                 |  |  |  |  |  |  |  |                      |  |  |  |  |  |  |  |                                 |  |  |  |  |  |  |  |                                   |
| Maria av Medici |  |  |  |  |  |  |  |                      |  |  |  |  |  |  |  |                                 |  |  |  |  |  |  |  |                                   |
|                 |  |  |  |  |  |  |  |                      |  |  |  |  |  |  |  |                                 |  |  |  |  |  |  |  | Filip I av Kastilien              |
|                 |  |  |  |  |  |  |  |                      |  |  |  |  |  |  |  |                                 |  |  |  |  |  |  |  |                                   |
|                 |  |  |  |  |  |  |  |                      |  |  |  |  |  |  |  | Ferdinand I av Habsburg         |  |  |  |  |  |  |  |                                   |
|                 |  |  |  |  |  |  |  |                      |  |  |  |  |  |  |  |                                 |  |  |  |  |  |  |  |                                   |
|                 |  |  |  |  |  |  |  |                      |  |  |  |  |  |  |  |                                 |  |  |  |  |  |  |  | Johanna I av Kastilien            |
|                 |  |  |  |  |  |  |  |                      |  |  |  |  |  |  |  |                                 |  |  |  |  |  |  |  |                                   |
|                 |  |  |  |  |  |  |  | Johanna av Österrike |  |  |  |  |  |  |  |                                 |  |  |  |  |  |  |  |                                   |
|                 |  |  |  |  |  |  |  |                      |  |  |  |  |  |  |  |                                 |  |  |  |  |  |  |  |                                   |
|                 |  |  |  |  |  |  |  |                      |  |  |  |  |  |  |  |                                 |  |  |  |  |  |  |  | Vladislav II av Böhmen och Ungern |
|                 |  |  |  |  |  |  |  |                      |  |  |  |  |  |  |  |                                 |  |  |  |  |  |  |  |                                   |
|                 |  |  |  |  |  |  |  |                      |  |  |  |  |  |  |  | Anna av Böhmen och Ungern       |  |  |  |  |  |  |  |                                   |
|                 |  |  |  |  |  |  |  |                      |  |  |  |  |  |  |  |                                 |  |  |  |  |  |  |  |                                   |
|                 |  |  |  |  |  |  |  |                      |  |  |  |  |  |  |  |                                 |  |  |  |  |  |  |  | Anna av Foix-Candale              |
|                 |  |  |  |  |  |  |  |                      |  |  |  |  |  |  |  |                                 |  |  |  |  |  |  |  |                                   |